# Caius Valerius Catullus

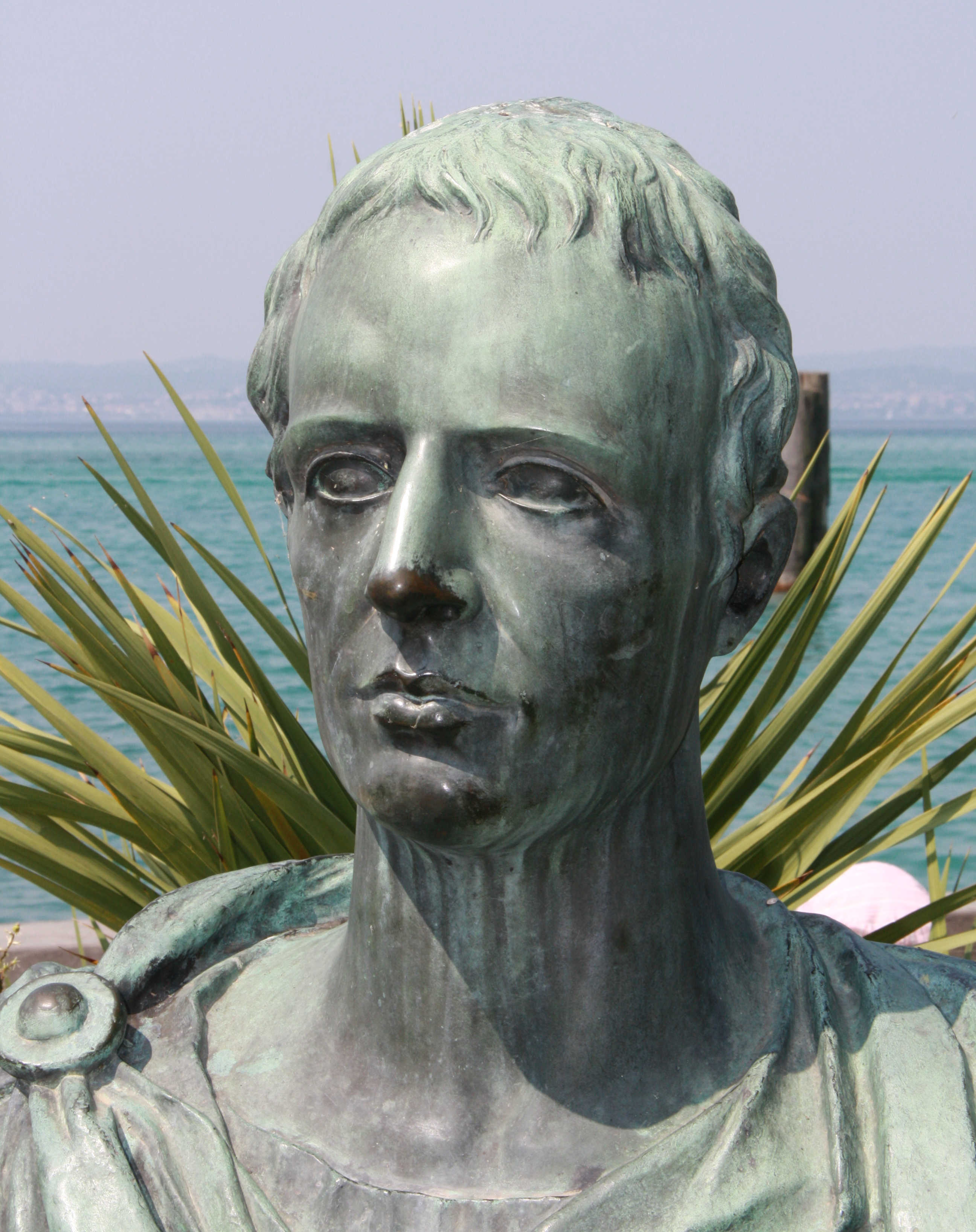
Catullus

Caius Valerius Catullus (Verona, i. e. 84 (?) – Róma, i. e. 54) római költő az aranykorból, a neoterikus költészet legnagyobb és legeredetibb alkotója.

## Élete
Életéről kevés bizonyosat lehet tudni: Veronában született, Gallia Cisalpina tartományban, jómódú családban, apja Caesar vendégbarátja volt. Szent Jeromos szerint Kr. e. 87-ben született, és Kr. e. 57-ben halt meg, azonban egyik költeménye tartalmaz utalást i.e. 54-ben történt eseményekre (11. carmen). Neki vagy családjának volt villája a Garda-tó partján található Sirmioneban (31. carmen). Iskoláiról nem sokat tudni, első verseit 15-16 éves korában írta (68. carmen). Rómában tagja lett a neoterikus költői csoportnak. Műveiben számos utalás található a kor ismert közéleti szereplőire, Ciceróra, Cornelius Neposra, Pompeiusra stb. I. e. 57-ben elkísérte C. Memmius Gemellus praetort Bithyniába, és az út során megnézte bátyja sírját (101. carmen). Feltételezések szerint Bithyniából visszatérve írta legtudósabb verseit, az Attist (63. carmen), valamint a Peleus és Thetis nászát (64. carmen). Költeményei egyik fő motívuma Lesbia iránt érzett szerelme: a feltételezések szerint Lesbia azonos Clodiával, Q. Metellus Celer (Gallia Cisalpina proconsuljának) feleségével, P. Clodius Pulcher testvérével. Catullus halálának oka és pontos időpontja ismeretlen.

## Munkássága
Catullus művei az elveszett veronai kódex másolataiban maradtak fenn: ezek a Codex Romanus (R), a Codex Oxoniensis (O) és a Codex Sangermanensis (G). Ezek 116 számozott költeményt, azaz carment tartalmaznak, a 18.,19. és 20. hiányzik, így összesen Catullusnak 113 verse maradt fenn. A költemények csoportosíthatók méret szerint: rövidebb költeményekre és hosszabb költeményekre (61-68. carmenek). Feloszthatók formai alapon: az első hatvan költemény változó metrumú, aztán hét hosszabb carmen következik, majd 48 epigramma zárja a gyűjteményt. Tartalom szerint a gyűjtemény nagyon változatos: találhatók benne erotikus költemények, invektívák, nászénekek, himnuszok, kiseposzok és gyászénekek.

### Gyűlölök és szeretek (Odi et amo)
Műfaja epigramma, versformája disztichon. Erősek a versben az ellentétek. Az ambivalenciát fogalmazza meg.

## Utóélete
- Carl Orff Catulli Carmina című dalműve Catullus szövegeire épül.
- Thornton Wilder regényének (Március idusa) főszereplője Catullus.
- Füst Milán Catullus című darabjának szereplői a költő és ismerősei.
- Rákos Sándor Catullusi játékok című versciklusában felhasználja a költő műveit és alakját.

## Magyarul
- Gaius Valerius Catullus versei. Irodalomtörténeti tanulmánnyal bevezetve és jegyzetekkel kísérve; ford. Csengeri János; Franklin, Bp., 1880 (Olcsó könyvtár)
- C. Valerius Catullus válogatott versei; ford. Gulyás Gábor, fábametszette Menyhárt József; Lehotai Ny., Debrecen, 1936
- Veronensis Quae supersunt omnia. Caius Valerius Catullus összes költeményei; ford. Devecseri Gábor, bev. Kerényi Károly; Officina, Bp., 1938
- Praeparatio, fordítás és nyelvtani magyarázatok; ford., jegyz. Aczél Dezső; Aczél, Bp., 1940 (Diákkönyvtár)
- Catullus versei; ford. Aranka György et al.; Európa, Bp., 1978 (Lyra mundi)
- Gyűlölök és szeretek. Catullus válogatott versei; ford. Babits Mihály et al., ill. Szántó Piroska; Európa, Bp., 1984
- Péleus lakodalma. 64. költemény; ford. Deli Árpád; Margó, Bp., 2009